# Горский-Платонов, Павел Иванович
Павел Иванович Горский-Платонов (1835—1904) — русский православный гебраист, библеист и общественный деятель. Дед партийного деятеля Андрея Жданова.

## Биография
Родился 2 (14) января 1835 года. Его дед – коломенский протоиерей Пётр Софроньевич Горский (1772 – около 1845) получил фамилию по родному селу – Горы на Оке. Отец – диакон московского храма Николы в Кузнецах, Иван Петрович Горский (1807 – около 1840) скончался рано, и воспитанием Павла Ивановича занимался его дядя по матери, профессор Московской духовной академии Пётр Симонович Казанский (1819—1878).
Окончил Вифанскую духовную семинарию в 1854 году и Московскую духовную академию в 1858 году — вторым магистром по списку выпуска XXI курса. Был удостоен стипендии митрополита Платона (Левшина), вместе с правом именоваться «Платоновым». Оставлен в академии бакалавром по классу Священного Писания; состоял профессором еврейского языка и библейской истории. В течение 37 лет (1858—1895) занимал кафедру еврейского языка; одновременно работал на кафедре библейской истории (1858—1870) и на кафедре библейской археологии (1870—1892).
С октября 1867 года — экстраординарный профессор древнееврейского языка и библейской археологии; с 7 ноября 1883 года — заслуженный экстраординарный профессор. Был инспектором Московской духовной академии с 28 апреля 1878 года по 17 октября 1886 года; являлся сторонником широкого богословского образования, не стесняемого рамками служебных потребностей церковного ведомства. Выступал за допущение в академию большего числа учащихся, считая высшие духовные знания полезными во всех областях человеческой деятельности.
В 1895 году по состоянию здоровья вышел в отставку, в 1899 году был избран почётным членом Московской духовной академии.
В последние годы жизни занимал пост городского головы Сергиева Посада.
П. И. Горский-Платонов занимался составлением древнееврейского лексикона, который не был опубликован. В 1863 году ему было поручено сличить с подлинником и исправить сделанный в 1822 году Библейским обществом русский перевод Псалтири; к 1867 году он сделал новый перевод 2-й части, начиная с 75-го псалма. В 1876 году участвовал в III Международном съезде ориенталистов в Санкт-Петербурге.
С 1884 по 1891 годы он принимал активное участие в издании «Прибавлений к Творениям святых отцов в русском переводе». В 1892 году П. И. Горский-Платонов стал одним из инициаторов создания журнала «Богословский вестник» и первым его редактором (1892—1893).
В 1873 году Горский-Платонов подверг критике сочинения архимандрита Михаила (Лузина) по библеистике, считая их компиляцией исследований западных учёных. После выхода в свет синодального перевода Библии он энергично защищал его замысел и исполнение (отстаивал достоинства древнееврейского текста Ветхого Завета как основы для перевода) от резкой критики епископа Владимирского Феофана (Говорова), признававшего законным лишь славянский перевод; Горский-Платонов утверждал, что изданием русской Библии «вносится свет во многое, что для многих было тёмным».
Был награждён орденом Св. Владимира 4-й степени. В 1895 году внесён в родословную книгу дворянства Московской губернии (часть III).
Скончался 21 октября (3 ноября) 1904 года в Сергиевом Посаде и был похоронен на кладбище Московской духовной академии.

## Семья
Был женат на дочери московского священника, Александре Петровне Соколовой. Их дети: Екатерина, в замужестве Жданова (1868 — после 1916), Александра, в замужестве Шумова (1869—?), Сергей (1872 — после 1937), Анна, в замужестве Всехсвятская (1873—?), Михаил (1875—1905), Владимир (1877—?), Елизавета, в замужестве Астапович (1878—1943), Елена, в замужестве Молчанова (1880—?), Николай (1881—?).
Помимо Андрея Александроаича Жданова внуками Горского-Платонова были астрономы Игорь Станиславович Астапович (1908—1976) и Сергей Константинович Всехсвятский (1905—1984), а также физик Вадим Сергеевич Горский (1905—1937), расстрелянный в годы репрессий.